# Cem Tosun
Cem Tosun (* 30. Juni 1990 in Wien) ist ein österreichisch-türkischer Fußballspieler.

## Karriere

### Verein
Tosun fing mit dem Fußballspielen im Alter von sieben Jahren in der Jugendabteilung von First Vienna FC 1894 an und wechselte im Alter von 13 Jahren in die Nachwuchsabteilung des österreichischen Rekordmeisters SK Rapid Wien. Hier spielte er durchgehend bis zu den Amateuren, wobei er bereits mit 17 Jahren für die Rapid Amateure aktiv war, die derzeit in der dritthöchsten Spielklasse, der Regionalliga, spielten. In der Saison 2007/08 wurde er mit der U-19 österreichischer Meister. Dort spielte er unter anderem mit Yasin Pehlivan und Tanju Kayhan zusammen. Nach einem Kreuzbandriss im Jahr 2009 wurden seine anfänglich guten Chancen auf einen Platz in der ersten Mannschaft immer unwahrscheinlicher.
Nach seiner Heilung kämpfte er sich zurück und wurde im Sommer 2010 an den Regionalligisten FAC Team für Wien ausgeliehen. Ein Jahr später wurde Tosun samt Ablöse verpflichtet. Hier spielte er zwei durchwachsene Spielzeiten und wechselte anschließend zum österreichischen Zweitligisten FC Lustenau. Trotz seiner eher mäßigen Leistungen in der Regionalliga bei FAC gab ihm der damalige Trainer Damir Canadi die Möglichkeit, sich im Profibereich zu etablieren. Die Hinrunde der Saison 2012/13 verlief für Tosun sehr erfolgreich. Im Winter musste der Verein jedoch wegen mehrfacher Verstöße gegen das Lizenzierungsverfahren und finanzieller Schwierigkeiten absteigen. Aus diesem Grund verließen den Klub viele Spieler und Funktionäre, so auch Tosun.
In der Winterpause 2012/13 unterschrieb er bis zum Saisonende beim Ligakonkurrenten SCR Altach. Ausschlaggebend war der Wechsel des Trainers Damir Canadi zu SCR Altach, der Tosun in seinem Kader haben wollte. Trotz einer erfolgreichen Rückrunde wurde der Vertrag, aufgrund von Unstimmigkeiten mit dem Manager vom Verein, nicht verlängert.
Die Saison 2013/14 verbrachte er in der österreichischen zweiten Liga bei SKN St. Pölten.
Die Hinrunde verlief für ihn, im Gegensatz zur Rückrunde, erfolgreich. Nach 15 Einsätzen und dem ersten Tor in seiner Profikarriere wechselte Tosun in der Sommertransferperiode 2014 zum türkischen Zweitligisten Denizlispor. Zu diesem Zeitpunkt lagen ihm mehrere Angebote aus der österreichischen und türkischen zweiten Liga vor. Tosun entschied sich für Denizlispor, weil er gute Gespräche mit Trainer Özcan Bizati geführt hatte und zudem der Verein alte Schulden getilgt hatte und deshalb in einer Umbruchsphase war.
In der Folge erlitt er eine schwere Verletzung und fiel über zwei Monate aus. Für die Rückrunde der Saison 2015/16 wurde er an den Drittligisten Kartalspor ausgeliehen.
Nach seiner Rückkehr von Kartalspor wechselte Tosun zur Saison 2016/17 zu Darıca Gençlerbirliği.

### Nationalmannschaft
Tosun durchlief zu seiner Zeit bei Rapid Wien die österreichische U-16-, U-17-, U-18- und U-19-Nationalmannschaft. Danach entschied er sich für die Türkei aufzulaufen. 2009 absolvierte er mit der türkischen U-21-Nationalmannschaft ein Freundschaftsspiel gegen die aserbaidschanische U-21-Auswahl.

## Erfolge
SK Rapid Wien
- Österreichischer U-19-Meister: 2007/08

## Privates
Tosun ist wohnhaft in Denizli und ist der Cousin des türkischen Fußballnationalspielers Turgay Bahadır. Sein Bruder Cemil Tosun ist ebenfalls Profifußballspieler. Seine Eltern stammen aus der Stadt Özdere, die dem Landkreis Menderes der Provinz Izmir angehört.